# (33553) Nagai
(33553) Nagai est un astéroïde de la ceinture principale.

## Description
(33553) Nagai est un astéroïde de la ceinture principale. Il fut découvert le 11 mai 1999 à Nanyo par Tomimaru Okuni. Il présente une orbite caractérisée par un demi-grand axe de 2,56 UA, une excentricité de 0,08 et une inclinaison de 6,8° par rapport à l'écliptique.

## Compléments